# Michael Rubbo
Michael Dattilo Rubbo (* 31. prosince 1938 Melbourne, Austrálie) je australský režisér, scenárista, autor dokumentárních a hraných filmů.

## Vzdělání
Studoval na Scotch College v Melbourne a na Stanford University v Californii. Po studiích se věnoval produkci dětských pořadů v National Film Board of Canada.

### Dílo
Dvacet let pracoval v Kanadě jako režisér dokumentárních filmů. Také přednášel na univerzitách v USA a Austrálii. Jeho nejznámějším dokumentem je Sad Song of Yellow Skin, který zobrazuje život vietnamských dětí žijících na ulici během války ve Vietnamu.
Rubbo je režisérem a autorem scénářů čtyř dětských filmů:
- Dům plný strachu, v originále The Peanut Butter Solution (1985)
- Vykuk Tom a cestující filatelista, v originále Tommy Tricker and the Stamp Traveller (1988)
- Vincent a já, v originále Vincent and Me (1990)
- Návrat Tommyho Trickera, v originále The Return of Tommy Tricker (1994)